# John Gardner (Schriftsteller, 1933)
John Champlin Gardner junior (* 21. Juli 1933 in Batavia, New York; † 14. September 1982 bei Susquehanna, Pennsylvania) war ein amerikanischer Autor und Universitätslehrer.

## Leben
John Gardners Vater war Milchbauer und Laienprediger, seine Mutter unterrichtete Englisch an einer örtlichen Schule. Beide Eltern liebten Shakespeare und rezitierten oft aus dessen Werken. Im April 1945, als Gardner 11 Jahre alt war, wurde bei einem Unfall, bei dem Gardner den Traktor fuhr, dessen jüngerer Bruder Gilbert getötet. Gardner litt sein Leben lang unter Alpträumen und Schuldgefühlen, weil er sich für den Tod des Bruders verantwortlich fühlte, was auch sein künstlerisches Schaffen stark beeinflusste. In der 1977 erschienenen Kurzgeschichte "Redemption" wird dieser Vorfall erzählt.
Gardner begann ein Studium an der DePauw University und schloss 1955 seinen Undergraduate Degree an der Washington University in St. Louis ab. Seinen Master erwarb er 1956 an der University of Iowa, an der er zwei Jahre später ebenfalls promovierte. Im Anschluss an diese Verleihung des akademischen Grades eines Ph.D. begann er eine Tätigkeit als College- und später Universitätsprofessor an verschiedenen Hochschulen.
Im Rahmen seiner Lehrtätigkeit und wissenschaftlichen Arbeit ging es Gardner nicht wie vielen anderen Autoren vorrangig um eine Verbreitung seiner eigenen literaturtheoretischen Auffassungen, sondern vor allem um die Erschließung der literarischen Tradition für die Gegenwart. Durch kritisch kommentierte Neuausgaben, aber auch durch das Nach- und Neuerzählen der Geschichten aus den alten Werken versuchte er die vergangene englische Literatur dem modernen Leser wieder zugänglich zu machen. Dabei konzentrierte er sich vor allem auf Werke aus dem Mittelalter, die er in neuen Übersetzungen herausgab. Neben dem Kreis der Sagen um König Artus rekonstruierte er mittelalterliche Mysterienspiele und edierte Gedichte Chaucers. In wissenschaftlichen oder akademischen Kreisen wurden diese Bemühungen Gardners allerdings häufig als populärwissenschaftlich abgetan.
Das literarische Werk Gardners lässt sich demgegenüber in formalen Aspekten durchaus der postmodernen experimentellen Literatur zurechnen, da er vor allem in seiner Erzählweise stark experimentierte und metafiktionale Texte verfasste, indem er klassische Stoffe neu erzählte, von denen er glaubte, dass sie dem Leser bekannt sein müssten. Im Gegensatz zu anderen experimentellen Erzählern seiner Zeit lehnte er jedoch eine nihilistische Sichtweise ab und teilte nicht die Resignation anderer zeitgenössischer Schriftsteller, der Welt oder dem Leben überhaupt noch einen Sinn abgewinnen zu können. In seinem Essay in Buchform On Moral Fiction, der bei seinem Erscheinen 1978 große Aufmerksamkeit erregte und zu einer öffentlichen Kontroverse mit dem Schriftsteller und Hochschullehrer William Gass führte, formulierte er den Anspruch, dass seine literarischen Werke durchaus belehren wollen. Sie seien zwar nicht im engeren Sinne didaktisch, jedoch „moralisch“.
Im Juni 1953 heiratete er seine Cousine Joan Louise Patterson. Nach der Scheidung von ihr heiratete er 1980 die Poetin Elizabeth Rosenberg, eine Ehe, die später ebenfalls in die Brüche ging. Wenige Tage vor der geplanten Hochzeit mit Susan Thornton erlitt er im Alter von 49 Jahren einen tödlichen Motorradunfall. Thorntons 2000 erschienene Memoiren On Broken Glass: Loving and Losing John Gardner beschreiben die Beziehung der Autorin zu Gardner.
Gardner wurde neben seinem Bruder Gilbert auf dem Batavia's Grandview Cemetery bestattet.

## Literarisches Werk und Wirkung
Gardners bekannteste Werke waren The Sunlight Dialogues und Grendel, eine Nacherzählung und Neugestaltung der Beowulf-Sage aus der Sicht des Monsters Grendel. Beide Bücher sind Erzählungen über brutale Monster auf der Suche nach Integrität und Verständnis.
In Gardners Umgestaltung des Beowulfstoffes werden die Heldentaten Beowulfs und der nordischen Kämpfer völlig anders bewertet als in dem Epos und stellen sich aus Grendels Perspektive als große Prahlerei und Lüge des Scop, d. h. des angelsächsischen Dichters, oder Shapers dar, wie er in Gardners Roman genannt wird. Allerdings wird Grendel als Antagonist Beowulfs dabei keinesfalls zu einem neuen Helden oder zu einer Identifikationsfigur für den Leser. Während des Gesangs des Shaper über die Erschaffung der Welt erkennt Grendel, dass er zu der dunklen Seite der Schöpfung und den von Gott verdammten Nachfahren Kains gehört („He told of an ancient feud between two brothers which split all the world between darkness and light. And I, Grendel, was the dark side. [...] The terrible race that God cursed“. S. 43). Damit wird Grendel zu dem Vertreter des Bösen in dieser Welt, in welcher der Widerstreit von Gut und Böse oder Himmel und Hölle die menschliche Existenz bestimmt. Wie in William Blakes Werk The Marriage of Heaven and Hell, das ebenso wie das Beowulf-Epos als weitere literarische Vorlage für Gardners Roman diente, werden zugleich die orthodoxen Kategorien der Moral in Frage gestellt: das Gute und das Böse, die Vernunft und die Energie gehören untrennbar zusammen.
Mit Gardners Umerzählung der Beowulfgeschichte wird gleichermaßen die wesentliche Lehre aus Blakes The Marriage of Heaven and Hell in neuer Form zum Ausdruck gebracht: „Without Contraries is no progression. Attraction and Repulsion, Reason and Energy, Love and Hate, are necessary to Human existence. [...] Good is the passive that obeys Reason. Evil is the active springing from Energy“ (dt.: „Ohne Gegensätze gibt es keine Entwicklung. Anziehung und Abstoßung, Vernunft und Energie, Liebe und Haß sind notwendig für das menschliche Dasein. [...] Gut ist das Passive, das der Vernunft gehorcht. Böse ist das Aktive, das der Energie entspringt“).
Der Roman Grendel inspirierte den Dichter und Sänger Derek William Dick (Fish) zu einem gleichnamigen 17-minütigen Song, der von der Prog-Rock-Gruppe Marillion 1981 veröffentlicht wurde.
Auf Grundlage des Romans Grendel entstand aus einem Libretto von Julie Taymor und J D. McClatchy sowie der Musik von Elliot Goldenthal die Oper Grendel, die 2006 von der L. A. Opera uraufgeführt wurde.

## Werke

### Romane, Erzählungen, Kurzgeschichten
- The Resurrection, 1966
- The Wreckage of Agathon, 1968
- Grendel, 1971 (dt. Grendel; Milena, Wien 2009, ISBN 978-3-85286-174-6)
- The Sunlight Dialogues, 1972 (dt. Der Ruhestörer oder die Gespräche mit dem Sonnen-Mann, 1977)
- Jason and Medeia, 1973
- Nickel Mountain, 1973 (1984 verfilmt)
- The King's Indian, 1974
- October Light, 1976
- Freddy's Book, 1980
- The Art of Living and Other Stories, 1981
- Mickelsson's Ghosts, 1982
- The King's Indian: Stories and Tales

### Kinderbücher
- Dragon, Dragon (and Other Tales), 1975
- Gudgekin The Thistle Girl (and Other Tales), 1976
- The King of the Hummingbirds (and Other Tales), 1977
- A Child's Bestiary, 1977

### Lehrbücher
- The Poetry of Chaucer, 1977
- On Moral Fiction, 1978
- On Becoming a Novelist, 1983
- The Art of Fiction, 1983

### Biografie
- The Life and Times of Chaucer, 1977

### Essays
- On Writers and Writing, 1994

### Übersetzungen
- The Complete Works of the Gawain Poet, 1965
- The Alliterative Morte Arthure and Other Middle English Poems, 1971
- Tengu Child, mit Nobuko Tsukui, 1983
- Gilgamesh, mit John Maier, Richard A. Henshaw, 1984